# Ron Link
Ron Link (Nijmegen, 22 september 1979) is een Nederlands zanger en acteur.

## Carrière
Voor zijn deelname aan Idols was hij model en speelde hij onder meer mee in de 'dinnershows of the centuries' in studio 21 te Hilversum
In 2003 schreef Link zich in voor de tweede editie van de talentenjacht Idols, waar hij bij de laatste 10 finalisten in april 2004 als achtste eindigde.
In 2006 deed Link mee aan de audities van de musical Tarzan, waarna hij de rol van Tarzan kreeg toegewezen. De musical Tarzan was van 15 april 2007 tot 24 mei 2009 te zien in het Fortis Circustheater in Scheveningen.
In 2014 speelde Link in de musical Assepoester.
Link was in 2011 te zien in cabaretgroep Purper.  Hij was een van de deelnemers aan het eerste seizoen van de remake van het televisieprogramma Fort Boyard. Link deed mee aan de The voice of Holland 2012. Ook deed hij als kandidaat mee met Expeditie Poolcirkel. In 2014 deed Link mee aan Celebrity Pole Dancing.
Tussen 2012 en 2015 maakte Ron Link ook deel uit van de formatie Colibri the Band en sinds 2013 tot nu van de formatie UitJeStekker.

## Prijs
Op 21 mei 2007 kreeg Link tijdens het Musical Awards Gala de Nashuatec Musical Award voor Aanstormend Talent voor zijn vertolking van Tarzan.

## Dvd's
| Dvd's met hitnoteringen in de Nederlandse DVD Music Top 30 | Datum van verschijnen | Datum van binnenkomst | Hoogste positie | Aantal weken | Opmerkingen |
| ---------------------------------------------------------- | --------------------- | --------------------- | --------------- | ------------ | ----------- |
| Assepoester                                                | 2015                  | 17-01-2015            | 20              | 3            | met Sita    |